# Haselbach (Bibert)
Der Haselbach (früherer Name auch Haslach) ist ein Bach im mittelfränkischen Landkreis Ansbach in den Gebieten der Gemeinden Petersaurach, Bruckberg und zuletzt von Markt Dietenhofen. Nach kurz nordöstlichem, dann länger westlichem und zuletzt am längsten wieder nordöstlichem Lauf von insgesamt etwa 18 km Länge mündet er nahe der Einöde Münchzell von Dietenhofen von rechts in die mittlere Bibert. Er ist deren größter Zufluss, dessen Länge nur wenig unter der der Bibert bis zum Zusammenfluss bleibt und dessen Einzugsgebiet mehr als zweieinhalbmal so groß ist wie das ihre bis dorthin.

## Name
Der Haselbach trug in der Vergangenheit auch den Namen Haslach. In den 1950er Jahren erscheint er unter diesem Namen, zum Beispiel in der Schrift „Die Ortsnamen des Landkreises Ansbach“ aus dem Jahr 1955. Ebenso in der Topographischen Karte 1 : 25 000 von 1956, wo er durchgehend von Gleizendorf bis zu seiner Mündung bei Münchzell als Haslach bezeichnet ist. In der historischen Karte von ca. 1860 des Bayernatlas war er als Hasel-Bach beschriftet. Die Topographische Karte 1 : 25 000 von 1966 bezeichnete ihn wieder als Haselbach.

## Geographie

### Verlauf
Der Haselbach entspringt südöstlich des Petersauracher Gemeindeteils Gleizendorf im Weiherholz auf etwa 450 m ü. NHN. Sein Ursprung liegt etwa 1,0 km westlich des Haltepunkts Petersaurach Nord unmittelbar an der Bahnlinie Ansbach – Nürnberg, zu der die B 14 im Nordwesten beim Kirchdorf parallel läuft.
Der Bach fließt zunächst in Richtung Nordosten. Er speist noch am Waldrand den Gleizendorfer Weiher, unterquert die Staatsstraße 2412 und dann die B 14 bei Gütlershof. Nach 3 km Laufs wendet er sich nach Westen und fließt südlich am Ortskern von Großhaslach vorbei nach Adelmannssitz und Wustendorf. Hier wendet er sich wieder nach Nordosten und wird von Neubruck an von der St 2246 begleitet. Diese Richtung behält er für den 10 km langen Rest seines Laufs bei. Noch bei Neubruck mündet die aus dem Westnordwesten kommende Rippach, der erste seiner beiden großen linken Zuflüsse.
Etwa 200 m nördlich der Bruckberger Kläranlage und der rechtsseitigen Einmündung des rechten Steinbachs tritt er in den Naturpark Frankenhöhe ein, in dem er bis zu seiner Mündung von rechts in die Bibert bei Münchzell auf etwa 325 m ü. NHN verbleibt. Bei Kleinhaslach mündet dann der ebenfalls aus dem Westnordwesten kommende große Mettlachbach.
Kurz vor der Mündung hat er noch bei Münchzell Zulauf vom rechten Triebendorfer Graben. Der etwa 18,1 km lange Lauf des Haselbachs endet nahe dieser Einöde ungefähr 125 Höhenmeter unterhalb seiner Quelle, er hat somit ein mittleres Sohlgefälle von etwa 6,9 ‰.

### Einzugsgebiet
Das Einzugsgebiet des Haselbachs ist 129 km² groß und vor allem wegen der langen linken Zuflüsse Rippach und Mettlachbach sehr linkslastig. Naturräumlich gesehen liegt es auf den Bibert-Schwabach-Rezat-Platten, einem Teil des Unterraums Südliche Mittelfränkische Platten des Mittelfränkischen Beckens. Mit 490 m ü. NHN ist es am höchsten an der westlichen Wasserscheide beim Lehrberger Weiler Brünst.
Landschaftlich ist es ein Mosaik aus mehr oder weniger großen Waldstücken und offener Flur, in der auf den Höhen das Ackerland und in den Tälern die Wiesen dominieren. Darüber verstreut liegen wenige große Dörfer in den Tälern und viele Weiler. Es liegt fast ganz im Landkreis Ansbach, mit nur kleinen Randzwickeln im Südsüdwesten, die zum Gebiet der kreisfreien Stadt Ansbach gehören.
Reihum grenzen die Einzugsgebiete der folgenden Nachbargewässer an:
- Im äußersten Nordwesten verläuft ein nur kurzes Wasserscheidenstück gegen die obere Zenn, die der Regnitz zufließt;
- im übrigen Norden liegt das Einzugsgebiet der den Haselbach aufnehmenden Bibert, der von der Wasserscheide her allenfalls kurze Zuflüsse zumünden;
- im Osten konkurrieren zur Bibert ein Auenzufluss und vor allem der Weihersmühlbach, überwiegend über seinen höheren Zufluss Kettelbach;
- im Südosten liegen die Quellgebiete der Schwabach und der Aurach, die wie die Bibert den linken Oberlauf Rednitz der Regnitz speisen;
- jenseits der südlichen und westlichen Wasserscheide fließt das Wasser über deren linke Zuflüsse vom Dörfbächlein bis hinauf zum Borsbach der Fränkischen Rezat, zu, dem linken Oberlauf der Rednitz.

### Zuflüsse
Tabelle der direkten Zuflüsse mit einer Länge von über 2 km oder einem Einzugsgebiet von über 2,0 km².
| Name                   | Seite  | Stat. km | Länge km | EZG km² | Mündung Ort                     | m ü. NHN | Bemerkung                                                     |
| ---------------------- | ------ | -------- | -------- | ------- | ------------------------------- | -------- | ------------------------------------------------------------- |
| Rippbach               | links  |          | 03,9     | 007,7   | bei Petersaurach-Adelmannssitz  | 366      |                                                               |
| Dürrnbach              | links  |          | 05,3     | 006,8   | in Bruckberg-Wustendorf         | 353      | Länge mit linkem Oberlauf Schwarzenbach                       |
| Rippach                | links  |          | 12,0     | 033,9   | bei Bruckberg-Neubruck          | 347      | Länge mit rechtem Oberlauf Wernsbach                          |
| Fichtleinsgraben       | links  |          | 04,0     | 002,9   | Ortsanfang von Bruckberg        | 340      |                                                               |
| Ameisenbach            | links  |          | 02,5     | 002,1   | gegenüber Bruckberg-Mittelmühle | 337      | Name abschnittsweise auch Flugplatzgraben, Ameisengrundgraben |
| Steinbach              | rechts |          | 03,4     | 006,9   | unterhalb Bruckberg-Mittelmühle | 336      |                                                               |
| Mettlachbach           | links  |          | 17,2     | 034,8   | bei Dietenhofen-Kleinhaslach    | 332      |                                                               |
| Haunoldshofener Graben | links  |          | 03,2     | 002,9   | vor Dietenhofen-Kehlmünz        | 331      |                                                               |
| Triebendorfer Graben   | rechts |          | 04,2     | 008,0   | gegenüber Dietenhofen-Münchzell | 325      |                                                               |
| Haselbach              | n. a.  |          | 18,1     | 129,0   | bei Dietenhofen-Münchzell       | 325      |                                                               |

### Flusssystem Bibert
- Fließgewässer im Flusssystem Bibert

## Geologie
Im gesamten Einzugsgebiet stehen Keuperschichten an, vom Coburger Sandstein meist nur auf der Wasserscheide zur Fränkischen Rezat über den Blasensandstein auf den Hochflächen (beide zur Hassberge-Formation) bis zu den Lehrbergschichten (Steigerwald-Formation) an den Talhängen. Unterhalb eines, wo er überhaupt auftritt, nur schmalen Bandes von Schilfsandstein (Stuttgart-Formation) ist der Haselbach im Bereich seiner Rechtskehre und seine beiden großen Zuflüsse Rippach und Mettlachbach in mittleren und unteren Talabschnitten noch weiter bis in den Gipskeuper eingetieft; meist handelt es sich um die Grabfeld-Formation, doch die Rippach-Talkerbe erreicht abschnittsweise sogar die Benk-Formation.
Am Talrand des ab seiner Rechtskehre nach Nordosten laufenden Abschnitts des Haselbachs liegen viel jüngere pleistozäne Schotter der Niederterrasse.